# كارل مالدن
كارل مالدن (بالإنجليزية: Karl Malden)‏ (22 مارس 1912 - 1 يوليو 2009)، ممثل أمريكي من أصول صربية. امتد مشواره الفني قرابة سبعين عاما. اشترك في أفلام مع مخرجين بارزين مثل إيليا كازان وألفريد هيتشكوك. حصل عام 1952 على جائزة الأوسكار لأفضل ممثل مساعد لأدائه في فيلم عربة اسمها الرغبة. ورشح لنفس الجائزة عام 1955 عن أدائه في فيلم على الواجهة البحرية.

## روابط خارجية
- كارل مالدن على موقع IMDb (الإنجليزية)
- كارل مالدن على موقع الموسوعة البريطانية (الإنجليزية)
- كارل مالدن على موقع روتن توميتوز (الإنجليزية)
- كارل مالدن على موقع مونزينجر (الألمانية)
- كارل مالدن على موقع ألو سيني (الفرنسية)
- كارل مالدن على موقع تيرنر كلاسيك موفيز (الإنجليزية)
- كارل مالدن على موقع أول موفي (الإنجليزية)
- كارل مالدن على موقع قاعدة بيانات برودواي على الإنترنت (الإنجليزية)
- كارل مالدن على موقع قاعدة بيانات برودواي على الإنترنت (الإنجليزية)
- كارل مالدن على موقع قاعدة بيانات الأفلام السويدية (السويدية)